# Vadkelet
A Vadkelet, az Első Emelet együttes hatodik albuma, mely 1989-ben jelent meg a Hungaroton gondozásában. Ezen a lemezen tért vissza a zenekarba Kisszabó. Az album 2005-ben CD-n is megjelent.

## Az album dalai
1. Happy Metal – 4:04
2. Vadkelet – 3:50
3. Klinikai eset – 4:30
4. Őrjárat az égen – 3:55
5. Michel-mix – 0:45
6. Hazafelé – 3:52
7. Minden oké – 3:52
8. Valahová valakivel – 4:15
9. Szerelmes vagyok – 3:40
10. Esőben – 5:20
11. Subiduma – 2:42

## Közreműködött
- Kiki – ének
- Berkes Gábor – billentyűs hangszerek, vokál
- Bogdán Csaba – gitár, billentyűs hangszerek, vokál
- Kisszabó Gábor – basszusgitár, gitár, vokál
- Szentmihályi Gábor – dob
- Tereh István – vokál, ütőhangszerek